# Директни елиминации на Шампионската лига 2019/20
Директните елиминации на Шампионска лига 2019/20 започват на 18 февруари 2020 г. и трябваше да завършват на 30 май 2020 г. с финал на олимпийския стадион „Ататюрк“ в Истанбул. Според ревизирания план на УЕФА, публикуван на 17 юни 2020 г., четвъртфиналите, полуфиналите и финала ще се изиграят през месец август в Португалия, като финалът е предвиден да се проведе на 23 август 2020 г. на Ещадио да Луж в Лисабон.

## Осминафинали
Осемте победители от групите, заедно с отборите завършили на 2-ро място се теглят в 8 двойки, които играят 2 мача помежду си. В тази фаза не могат да се срещнат отбори от същата група или от същата футболна асоциация. Победителите от групите играят реванша като домакини.
Жребият се тегли на 16 декември 2019 г. в Нион. Първите мачове се играят на 18, 19, 25, 26 февруари 2020 г., а реваншите на 10, 11, 17 и 18 март 2020 г. След изиграването на четири от вторите срещи, на 13 март УЕФА взе решение да отложи всички срещи под своята егида за седмица поради пандемията от коронавирус. Преди въпросното решение по същата причина срещите Манчестър Сити–Реал Мадрид и Ювентус–Олимпик Лион бяха отложени, а Пари Сен Жермен–Борусия Дортмунд и Валенсия–Аталанта бяха играни при закрити врати. На 17 юни УЕФА обяви ревизиран план за доиграването на турнира, съгласно който останалите срещи ще бъдат изиграни на 7 и 8 август 2020 г., като допълнително ще се уточни дали те ще се проведат в Португалия или в страните на отборите-домакини. На 9 юли УЕФА обявява, че срещите-реванш ще се играят на стадионите на клубовете-домакини.
|                  | Общ резултат |                 | 1-ви мач | 2-ри мач  |
| ---------------- | ------------ | --------------- | -------- | --------- |
| Борусия Дортмунд | 2:3          | Пари Сен Жермен | 2:1      | 0:2       |
| Реал Мадрид      | 2:4          | Манчестър Сити  | 1:2      | 1:2       |
| Аталанта         | 8:4          | Валенсия        | 4:1      | 4:3       |
| Атлетико Мадрид  | 4:2          | Ливърпул        | 1:0      | 3:2 (сдв) |
| Челси            | 1:7          | Байерн Мюнхен   | 0:3      | 1:4       |
| Олимпик Лион     | 2:2 (гчт)    | Ювентус         | 1:0      | 1:2       |
| Тотнъм Хотспър   | 0:4          | РБ Лайпциг      | 0:1      | 0:3       |
| Наполи           | 2:4          | Барселона       | 1:1      | 1:3       |

### Двубои
| 18 февруари 2020 г. 22:00 |

| Борусия Дортмунд | 2:1    | Пари Сен Жермен |
| ---------------- | ------ | --------------- |
| Холанд 69', 77'  | Доклад | Неймар 75'      |

| Сигнал Идуна Парк, Дортмунд 66 099 зрители Съдия: Антонио Матеу Лахос (Испания) |

| 11 март 2020 г. 22:00 |

| Пари Сен Жермен         | 2:0    | Борусия Дортмунд |
| ----------------------- | ------ | ---------------- |
| Неймар 28' Бернат 45+1' | Доклад |                  |

| Парк де Пренс, Париж 0 зрители Съдия: Антъни Тейлър (Англия) |

| 26 февруари 2020 г. 22:00 |

| Реал Мадрид | 1:2    | Манчестър Сити                       |
| ----------- | ------ | ------------------------------------ |
| Иско 60'    | Доклад | Габриел Жезус 78' Де Бройне 83' (д.) |

| Сантяго Бернабеу, Мадрид 75 615 зрители Съдия: Даниеле Орсато (Италия) |

| 7 август 2020 г. 22:00 |

| Манчестър Сити                | 2:1    | Реал Мадрид |
| ----------------------------- | ------ | ----------- |
| Стърлинг 9' Габриел Жезус 68' | Доклад | Бензема 28' |

| Етихад Стейдиъм, Манчестър 0 зрители Съдия: Феликс Брих (Германия) |

| 19 февруари 2020 г. 22:00 |

| Аталанта                                | 4:1    | Валенсия    |
| --------------------------------------- | ------ | ----------- |
| Хатебур 16', 62' Иличич 42' Фройлер 57' | Доклад | Черишев 66' |

| Джузепе Меаца, Милано 44 236 зрители Съдия: Майкъл Оливър (Англия) |

| 10 март 2020 г. 22:00 |

| Валенсия                   | 3:4    | Аталанта                           |
| -------------------------- | ------ | ---------------------------------- |
| Гамейро 21', 51' Торес 67' | Доклад | Иличич 3' (д.), 43' (д.), 71', 82' |

| Местая, Валенсия 0 зрители Съдия: Овидиу Хацеган (Румъния) |

| 18 февруари 2020 г. 22:00 |

| Атлетико Мадрид | 1:0    | Ливърпул |
| --------------- | ------ | -------- |
| Саул 4'         | Доклад |          |

| Уанда Метрополитано, Мадрид 67 443 зрители Съдия: Шимон Марчиняк (Полша) |

| 11 март 2020 г. 22:00 |

| Ливърпул                  | 2:3 (след продължения) | Атлетико Мадрид                   |
| ------------------------- | ---------------------- | --------------------------------- |
| Вейналдум 43' Фирмино 94' | Доклад                 | Йоренте 97', 105+1' Мората 120+1' |

| Анфийлд, Ливърпул 52 267 зрители Съдия: Дани Макели (Нидерландия) |

| 25 февруари 2020 г. 22:00 |

| Челси | 0:3    | Байерн Мюнхен                   |
| ----- | ------ | ------------------------------- |
|       | Доклад | Гнабри 51', 54' Левандовски 76' |

| Стамфорд Бридж, Лондон 36 761 зрители Съдия: Клеман Турпен (Франция) |

| 8 август 2020 г. 22:00 |

| Байерн Мюнхен                                    | 4:1    | Челси        |
| ------------------------------------------------ | ------ | ------------ |
| Левандовски 10' (д.), 84' Перишич 24' Толисо 76' | Доклад | Ейбрахам 44' |

| Алианц Арена, Мюнхен 0 зрители Съдия: Овидиу Хацеган (Румъния) |

| 26 февруари 2020 г. 22:00 |

| Олимпик Лион | 1:0    | Ювентус |
| ------------ | ------ | ------- |
| Тузар 31'    | Доклад |         |

| Парк Олимпик Лионе, Лион 57 335 зрители Съдия: Хесус Гил Мансано (Испания) |

| 7 август 2020 г. 22:00 |

| Ювентус               | 2:1    | Олимпик Лион   |
| --------------------- | ------ | -------------- |
| Роналдо 43' (д.), 60' | Доклад | Депай 12' (д.) |

| Ювентус Арена, Торино 0 зрители Съдия: Феликс Цвайер (Германия) |

| 19 февруари 2020 г. 22:00 |

| Тотнъм Хотспър | 0:1    | РБ Лайпциг      |
| -------------- | ------ | --------------- |
|                | Доклад | Вернер 58' (д.) |

| Тотнъм Хотспър Стейдиъм, Лондон 60 095 зрители Съдия: Джюнейт Чакър (Турция) |

| 10 март 2020 г. 22:00 |

| РБ Лайпциг                     | 3:0    | Тотнъм Хотспър |
| ------------------------------ | ------ | -------------- |
| Забитцер 10', 21' Форсберг 87' | Доклад |                |

| Ред Бул Арена, Лайпциг 42 146 зрители Съдия: Карлос дел Серо Гранде (Испания) |

| 25 февруари 2020 г. 22:00 |

| Наполи      | 1:1    | Барселона   |
| ----------- | ------ | ----------- |
| Мертенс 30' | Доклад | Гризман 57' |

| Сан Паоло, Неапол 44 388 зрители Съдия: Феликс Брих (Германия) |

| 8 август 2020 г. 22:00 |

| Барселона                             | 3:1    | Наполи            |
| ------------------------------------- | ------ | ----------------- |
| Лангле 10' Меси 23' Суарес 45+1' (д.) | Доклад | Инсине 45+5' (д.) |

| Камп Ноу, Барселона 0 зрители Съдия: Джюнейт Чакър (Турция) |

## Четвъртфинали
Жребият трябваше да се изтегли на 20 март 2020 г. в Нион, като първите мачове трябваше да се играят на 7 и 8 април 2020 г., а реваншите на 14 и 15 април 2020 г. Съгласно ревизирания план на УЕФА за рестартирането на турнира след пандемията от коронавирус, жребият ще се изтегли на 10 юли 2020 г. в Нион, а двубоите ще се играят в един мач в Португалия между 12 и 15 август 2020 г.
|                | Резултат |                 |
| -------------- | -------- | --------------- |
| Манчестър Сити | 1:3      | Олимпик Лион    |
| РБ Лайпциг     | 2:1      | Атлетико Мадрид |
| Барселона      | 2:8      | Байерн Мюнхен   |
| Аталанта       | 1:2      | Пари Сен Жермен |

### Двубои
| 12 август 2020 г. 22:00 |

| Аталанта    | 1:2    | Пари Сен Жермен                 |
| ----------- | ------ | ------------------------------- |
| Пашалич 27' | Доклад | Маркиньос 90' Чупо-Мотинг 90+3' |

| Ещадио да Луж, Лисабон 0 зрители Съдия: Антъни Тейлър (Англия) |

| 13 август 2020 г. 22:00 |

| РБ Лайпциг         | 2:1    | Атлетико Мадрид      |
| ------------------ | ------ | -------------------- |
| Олмо 51' Адамс 88' | Доклад | Жоао Феликс 71' (д.) |

| Жозе Алваладе, Лисабон 0 зрители Съдия: Шимон Марчиняк (Полша) |

| 14 август 2020 г. 22:00 |

| Барселона                  | 2:8    | Байерн Мюнхен                                                                    |
| -------------------------- | ------ | -------------------------------------------------------------------------------- |
| Алаба 7' (авт.) Суарес 57' | Доклад | Мюлер 4', 31' Перишич 22' Гнабри 27' Кимих 63' Левандовски 82' Коутиньо 85', 89' |

| Ещадио да Луж, Лисабон 0 зрители Съдия: Дамир Скомина (Словения) |

| 15 август 2020 г. 22:00 |

| Манчестър Сити | 1:3    | Олимпик Лион               |
| -------------- | ------ | -------------------------- |
| Де Бройне 69'  | Доклад | Корне 24' Дембеле 79', 87' |

| Жозе Алваладе, Лисабон 0 зрители Съдия: Дани Макели (Нидерландия) |

## Полуфинали
Жребият трябваше да се изтегли на 20 март 2020 г. в Нион. Първите мачове трябваше да се играят на 28 и 29 април 2020 г., а реваншите на 5 и 6 май 2020 г. Съгласно ревизирания план на УЕФА за рестартирането на турнира след пандемията от коронавирус, жребият ще се изтегли на 10 юли 2020 г. в Нион, а двубоите ще се играят в един мач в Португалия на 18 и 19 август 2020 г.
|              | Резултат |                 |
| ------------ | -------- | --------------- |
| Олимпик Лион | 0:3      | Байерн Мюнхен   |
| РБ Лайпциг   | 0:3      | Пари Сен Жермен |

### Двубои
| 18 август 2020 г. 22:00 |

| РБ Лайпциг | 0:3    | Пари Сен Жермен                       |
| ---------- | ------ | ------------------------------------- |
|            | Доклад | Макриньос 13' Ди Мария 42' Бернат 56' |

| Ещадио да Луж, Лисабон 0 зрители Съдия: Бьорн Койперс (Нидерландия) |

| 19 август 2020 г. 22:00 |

| Олимпик Лион | 0:3    | Байерн Мюнхен                   |
| ------------ | ------ | ------------------------------- |
|              | Доклад | Гнабри 18', 33' Левандовски 88' |

| Жозе Алваладе, Лисабон 0 зрители Съдия: Антонио Матеу Лахос (Испания) |

## Финал
| 23 август 2020 г. 22:00 |

| Пари Сен Жермен | 0:1    | Байерн Мюнхен |
| --------------- | ------ | ------------- |
|                 | Доклад | Коман 59'     |

| Ещадио да Луж, Лисабон 0 зрители Съдия: Даниеле Орсато (Италия) |